# 花敬凱
花敬凱（1971年—2007年2月27日），台灣教育工作者、研究者。
著有《學習之心》等書，譯有《啟迪資優：如何開發孩子的潛能》、《復健諮商手冊》（合譯）等書。
他在淡江大學取得學士學位，在美國北科羅拉多州立大學取得碩士、博士（2002年）學位。
他在腦性麻痺的困難條件下，取得美國的碩士、博士學位，在台灣史上相當少見。
回台后曾在國立嘉義大學、中原大學等校教書，也曾在淡江大學和國立台灣師範大學工作。